# Cyann – Tochter der Sterne
Cyann – Tochter der Sterne (Originaltitel Le Cycle de Cyann) ist eine Comicreihe von François Bourgeon, die in Zusammenarbeit mit Claude Lacroix entstand. Das Werk lässt sich dem Genre Science-Fiction zuordnen.

## Inhalt
Titelheldin ist die am Beginn ihres Erwachsenenlebens stehende Cyann Olsimar. Anfangs wird sie als leichtlebige, zynische und arrogante Angehörige der herrschenden Oberschicht der Majo gezeigt. Nur durch ihre Freundschaft mit Nacara ThilvarO aus der Unterschicht der Mino behält sie den Kontakt zur Welt außerhalb ihrer eigenen Klasse. Der Ausbruch einer tödlichen Seuche auf ihrem Heimatplaneten Olh, dem Purpurfieber, welches nur Männer befällt, zwingt Cyann, auf der Suche nach einem Gegenmittel Verantwortung zu übernehmen. Cyann wird mit der Leitung einer Expedition zum Planeten Il☉ beauftragt, wo sie sowohl Ursache als auch Heilmittel der Seuche findet. Die Seuche wurde von den Gläubigen des BOrn, einer religiösen Gruppe auf Olh, verursacht. Cyann erhält auf IlO Zugang zu den Pforten, Portale zu einem Netz, das Reisen durch Raum (und Zeit) ermöglicht und wird von den Wächtern über dieses Netz autorisiert, es zu benutzen. Während Cyann beschließt, das Netz zu erforschen, lässt sie Nacara auf Olh die Regierungsgeschäfte übernehmen. In weiterer Folge erlebt sie im Laufe der Serie Abenteuer auf verschiedenen Planeten, deren unterschiedliche natürliche und kulturelle Lebensbedingungen detailliert dargestellt werden.

## Veröffentlichung
Die ersten vier Bände erschienen von 1993 bis 2007 beim Verlag Casterman und in Deutschland von 1994 bis 2007 im Carlsen Verlag. Nur auf Französisch erschien 1997 der Begleitband La clé des confins. 2012 und 2014 erschienen in Frankreich bei 12 bis ein fünfter und ein sechster Band. In Deutschland startete Splitter eine Neuauflage, wobei die Bände 5 und 6 2013 bzw. 2015 erschienen.

## Alben
1. Der sterbende Planet (Originaltitel: La sOurce et la sOnde), 1993
2. Sechs Monde auf Il☉ (Originaltitel: Six Saisons sur il☉), 1997
3. Aïeïa von Aldaal (Originaltitel: Aïeïa d'Aldaal), 2005
4. Die Farben Marcades (Originaltitel: Les Couleurs de Marcade), 2007
5. Die Korridore der Zwischenzeit (Originaltitel: Les Couloirs de l'Entretemps), 2012
6. Die sanfte Dämmerung von Aldalarann (Originaltitel: Les Aubes douces d'Aldalarann), 2014

## Auszeichnungen
- Prix Ozone, Bande dessinée francophone für Sechs Monde auf Ilo, 1998
- Angoulême Prix Alph-Art du Public für Sechs Monde auf Ilo, 1998

## Nachweise
1. ↑  Cyann im Splitter Verlag